# Monument aux morts de la guerre franco-allemande de la Guillotière
Le monument aux morts de la guerre franco-allemande de la Guillotière ou monument à la mémoire des citoyens morts pour la défense de la Patrie est un monument aux morts relatif à la guerre franco-allemande située dans le cimetière nouveau de la Guillotière à Lyon, en France.